# Heimlich-fogás

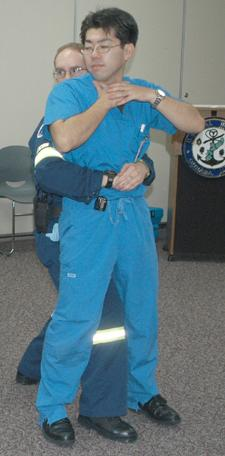
A műfogás demonstrációja

A Heimlich-fogás vagy Heimlich-manőver egy elsősegélynyújtási technika félrenyelés esetére. A fogást elvégző a fuldokló mögé állva két kezét összekulcsolja a másik hasának felső részén, és a kezeit hirtelen hátra és felfelé rántva összepréseli a tüdőt, hogy az így megnövekedő légnyomással próbálja kiszabadítani a félrenyelt tárgyat. Nevét Henry Heimlich amerikai orvosról kapta.
A manővert rendszerint akkor használják, ha a fulladozó felnőtt vagy idősebb gyermek, és még lélegzik. Eszméletét vesztett, nem lélegző emberen szív-tüdő újraélesztést, kisgyermekeknél hasra fektetést és hátba verést alkalmaznak inkább. Mivel a fogás a légnyomáson alapszik, csak olyankor működik, amikor a félrenyelt dolog teljesen elzárja a légcsövet – például félrenyelt folyadéknál vagy halszálkánál nem.

## Külső hivatkozások
- A manőver leírása a Heimlich Intézet oldalán
- Elsősegélynyújtás félrenyelés esetén – MedimiX